# Box-alagút
A Box-alagút az 1830-as évek második felében épült Nagy-Britanniában. Átadásakor a világ leghosszabb vasúti alagútja volt. A létesítményt a kiemelkedő képességű mérnök, Isambard Kingdom Brunel építtette.

## Története
Az alagút a Bath és Chippenham között fekvő Box-hegy belsejében halad; a Londont és Bristolt összekötő csaknem 120 mérföldes vonal legnagyobb műszaki létesítménye. Az alagutat a Great Western Railway vasúttársaság építtette, a terveket a társaság főmérnöke, Isambard Kingdom Brunel készítette. Az alagút 2,9 kilométer hosszú, szélessége 9,1 méter. Átadásakor már volt nála hosszabb alagút is, a Sapperton, az azonban nem vasúti, hanem csatornaalagút. A Box-alagutat úgy tervezték, hogy elférjen benne kettő, a Great Western Railway által használt széles nyomtávú sínpár.
A munkálatok 1836 szeptemberében kezdődtek, amikor hat aknát vájtak függőlegesen a hegybe. Ezek 8,5 méter átmérőjűek voltak, a legnagyobb 88 méter mélyre nyúlt a felszínről. Az aknák az ősz végére elkészültek. Az alagút nyugati bejáratától számított két kilométert egy Herne Bay-i vállalkozó, a fennmaradó 800 métert pedig két helyi csapat építette. A munkát Brunel személyes munkatársa, William Glennie felügyelte.

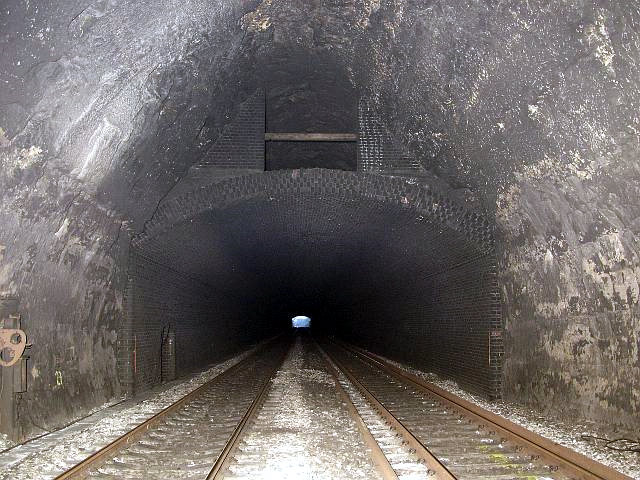
A "téglás" szakasz és a "faragott" rész találkozása

Az eltérő kőzettípusok miatt a keleti szakaszon robbantották a sziklákat, majd az alagutat gótikus ívűre faragták. A nyugati részen a csákány és lapát is elég volt az építkezéshez. Az alagút falát ezen a szakaszon téglával rakták ki. Az építkezés során felhasznált több mint 30 millió téglát a közeli Chippenhamben állították elő. A kitermelt köveket lovak erejével emelték ki az aknákon keresztül a felszínre.
A munkások napi 24 órában, gyertyafény mellett dolgoztak, és kizárólag saját és a munkába fogott lovak erejére támaszkodhattak. Szállásaik Boxban és Corshamben voltak, ahol egymást váltották a különböző műszakok. Nagyjából négyezren vettek részt az építkezésben.
A munkát jelentősen nehezítette a kőzet résein átszivárgó víz. 1837 szeptemberében a gőzszivattyú nem bírta a terhelést, és a munkaterületet elöntötte a víz. A föld alatti áradat 17 méter magasra emelkedett a függőleges aknákban is. A vizet végül egy újabb szivattyú munkába állításával távolították el.
A keleti szakaszt két irányból építették. A vállalat vezetése aggódott a pontos iránytartás miatt, de amikor a két csapat összetalálkozott a mélyben, kiderült: tökéletesen dolgoztak. A helyszínen tartózkodó Brunel annyira örült a sikernek, hogy lehúzott egy gyűrűt az ujjáról, és a brigádvezetőnek adta. Amikor a keleti és a nyugati szakasz összeért, csak öt centiméter volt az eltérés.
Eredetileg úgy gondolták, hogy 1840 augusztusára elkészül az alagút, de csak 1841. június 30-án haladt át rajta az első olyan vonat, amely Londonból Bristolba ment. Az első vonatok utasai közül voltak olyanok, akik féltek az alagúttól, ők az egyik oldalon leszálltak a vonatról, majd közúton jutottak a túlsó oldalra, ahol ismét felszálltak a szerelvényre.

## Érdekességek
- A Box-alagút tökéletesen egyenes. Tájolása miatt egy mendemonda született, amely szerint Brunel szándékosan úgy tervezte az alagutat, hogy születésnapján, április 9-én a nap átsüssön rajta
- A másik szóbeszéd szerint az építkezés alatt száz munkás halt meg, és hetente egy tonna puskaport és ugyanennyi gyertyát használtak el az építkezők[1][4]
- A keleti bejárat mellett fúrtak egy második alagutat is, amely tulajdonképpen kőbányaként szolgált. A bejáratot vonaton is meg lehetett közelíteni, így a kitermelt követ a szerelvényre lehetett rakodni egy föld alatti állomáson. Ezt a második alagutat később lőszerraktárként hasznosították[4]